# Ламасарес, Антон
Антон Ламасарес (исп. Antón Lamazares; род. 1954) — испанский живописец, который является, наряду с Хосе Марией Сисилиой, Микуелем Барсело и Виктором Мирой, представителем художников так называемого «поколения 80-х» (исп. «generación de los 80»).
Работая со сложными поверхностями древесины и картона с помощью лаком и других материалов, Ламасарес создал совершенно особенный, «личный» артистический язык. Из первоначально игривого экспрессионизма его стиль развился до абстрактного экспрессионизма и прямой абстракции и, позже, своего рода минимализма, в котором может иметь место близкий диалог между душой и памятью, духовным и чувственным, поэзией и мечтой жизни. Его работы выставлялись во всём мире и хранятся в многочисленных известных учреждениях культуры, включая Центр искусств королевы Софии, Галисийский центр современного искусства, Мадридский Музей Современного искусства и музей Маругами Хираи в Японии, а также во многих частных коллекциях и фондах.